# Le Stagioni (poema epico)
Le Stagioni (in lituano Metai) è il poema epico nazionale della Lituania.
Venne scritto in esametri, tra il 1765 e il 1775, dal poeta lituano e fondatore della letteratura epica lituana Kristijonas Donelaitis.
Oggi è considerato il primo poema scritto in lingua lituana e il poema che più ha contribuito a dare al paese baltico una vera identità culturale nazionale, rappresentato oggi anche da autori teatrali celebri come Eimuntas Nekrošius.
Il poema celebra le quattro stagioni viste in ottica di rappresentazioni popolare dove le consuetudini popolari lituane vengono mostrate anche in chiave metaforica.